# Соединённые Штаты против Виндзор
Соединенные Штаты против Виндзор — исторический процесс в Верховном суде США, в ходе которого суд постановил отменить так называемую Главу 3 «Закона о защите брака» (DOMA). Суд установил, что закон нарушает личные свободы и противоречит пятой поправке к Конституции США.
Эдит Виндзор и Тиа Шпиль, однополая пара из штата Нью-Йорк, заключившая гражданский брак в Онтарио, Канада. С 2007 года их брак является законным на территории штата Нью-Йорк, в котором они жили. Шпиль умерла в 2009 году, завещав своё недвижимое имущество Виндзор. Виндзор подала запрос на освобождение от уплаты налога на наследство, потому что это законный супруг вдовца или вдовы по законам США наследует имущество умершего супруга без уплаты налогов. Однако согласно федеральному законодательству, (а именно главе 3 DOMA), термин «супруг» относится только к супругам гетеросексуальных пар. Ходатайство Виндзор было отклонено, её обязали уплатить налог на наследство в размере 363 053 доллара.
9 ноября 2010 года, Виндзор обратилась в суд в Нью-Йорке, с требованием возместить уплаченный налог, поскольку «DOMA делает различие между разными формами браков без причины». 23 февраля 2013 года генеральный прокурор США Эрик Холдер решил, что администрация Обамы согласится с доводами заявителя и не будет защищать DOMA в Верховном суде. 6 июня 2012 года судья Барбара Джонс приняла решение, что глава 3 DOMA является неконституционной и, в частности, противоречит Пятой поправке к Конституции США, и обязала федеральное правительство вернуть уплаченный истцом налог. Апелляционный суд второго округа оставил в силе решение. 18 октября 2012 двухпартийная комиссия Палаты представителей и Министерство юстиции обжаловали это решение в Верховном суде США. В декабре 2012 года, суд принял апелляцию. 27 марта 2013 года, Суд заслушал устные аргументы сторон. 26 июня 2013 года пятью голосами против четырёх, Верховный суд отменил главу 3 DOMA, как «лишение личной свободы в нарушение Пятой поправки».